# 姪島
姪島（めいじま）とは、東京都小笠原村にある無人島である。以前は人が住んでいた。

## 概要

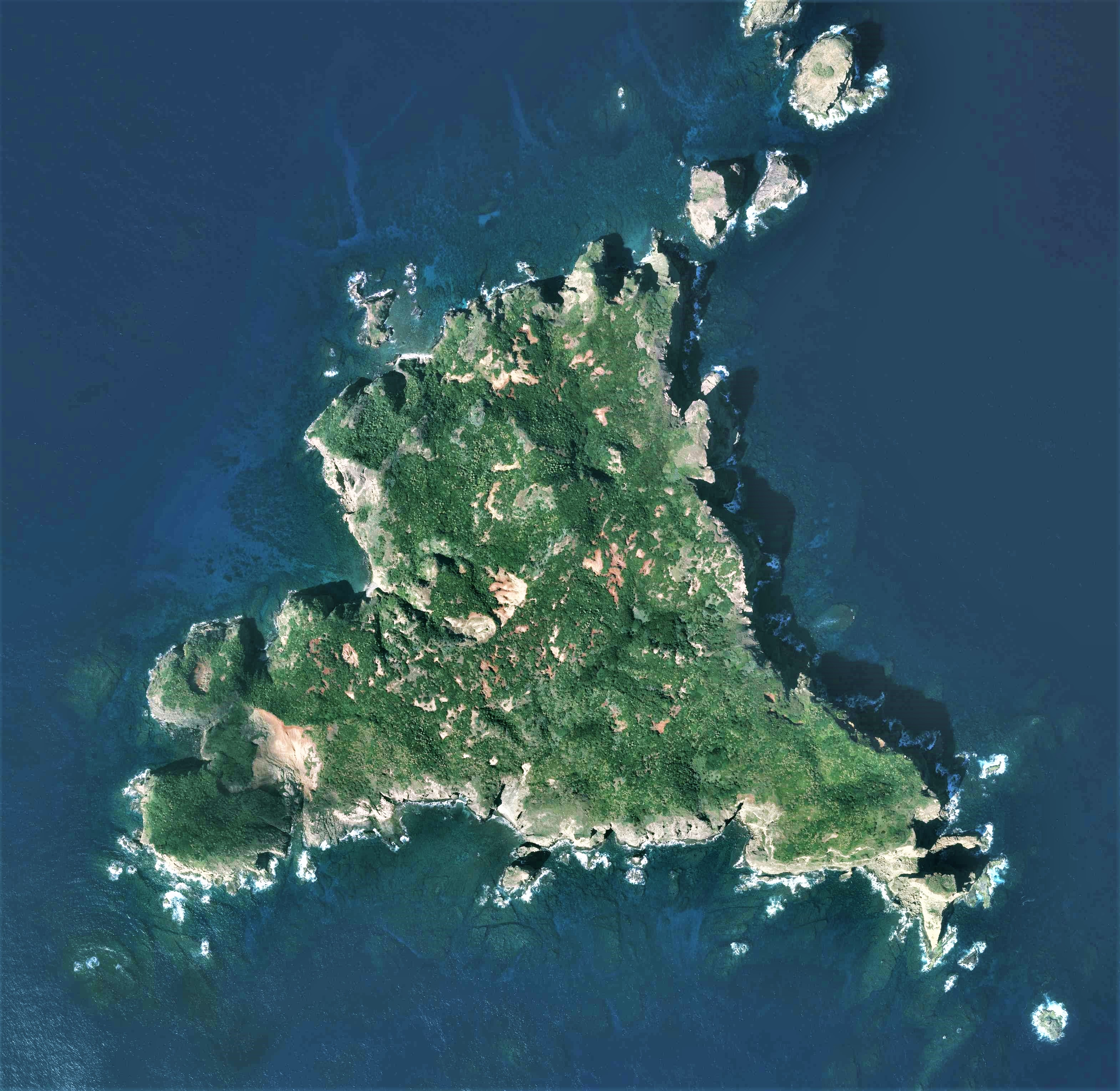
姪島の空中写真。2013年撮影。
。